# James Dwight Dana
James Dwight Dana FRS FRSE (n. 12 februarie 1813, Utica, New York, SUA – d. 14 aprilie 1895, New Haven, Connecticut, SUA) a fost un geolog, mineralog, vulcanolog și zoolog american. A făcut studii de pionierat în domeniul construcțiilor montane, al activității vulcanice, a originii, structurii continentelor și oceanelor din întreaga lume.